# Megaselia nigricauda
Megaselia nigricauda är en tvåvingeart som beskrevs av Rudolf Beyer 1965. Megaselia nigricauda ingår i släktet Megaselia och familjen puckelflugor. Inga underarter finns listade i Catalogue of Life.